# Taça de Portugal de Râguebi Feminino
A Taça de Portugal é uma competição por eliminatórias organizada pela Federação Portuguesa de Rugby em que participam os clubes de todas as divisões dos Campeonatos Nacionais de Rugby. A competição iniciou-se na época de 2004/05. 
O SL Benfica foi o primeiro vencedor e é a equipa com mais títulos.

## Campeões
| Variante | Época   | Vencedor                | Resultado | Finalista               |
| Sevens   | 2019/20 | Sporting CP             | 28–5      | SL Benfica              |
| Sevens   | 2018/19 | Sporting CP             | 31–0      | SL Benfica              |
| Sevens   | 2017/18 | Sporting CP             | 14–12     | SL Benfica              |
| Sevens   | 2016/17 | Sporting CP             | 36–19     | SC Porto                |
| Sevens   | 2015/16 | SL Benfica              | 27–0      | Sporting CP             |
| Sevens   | 2014/15 | CR Técnico              | 14–12     | SL Benfica              |
| Sevens   | 2013/14 | SL Benfica              | 29–7      | CR Técnico              |
| Sevens   | 2012/13 | CR Técnico              | 14–10     | SL Benfica              |
| Union    | 2011/12 | SL Benfica              | 27–0      | AEIS Agrária de Coimbra |
| Union    | 2010/11 | SL Benfica              | 21–5      | CR Técnico              |
| Union    | 2009/10 | SL Benfica              | 22–0      | AEIS Agrária de Coimbra |
| Union    | 2008/09 | SL Benfica              | 11–0      | CDUP                    |
| Union    | 2007/08 | SL Benfica              | 17–10     | AEIS Agrária de Coimbra |
| Union    | 2006/07 | AEIS Agrária de Coimbra | 22–0      | CDUP                    |
| Union    | 2005/06 | AEIS Agrária de Coimbra | 7–3       | SL Benfica              |
| Union    | 2004/05 | SL Benfica              | 7–0       | AEIS Agrária de Coimbra |